# 자럼 (담배)

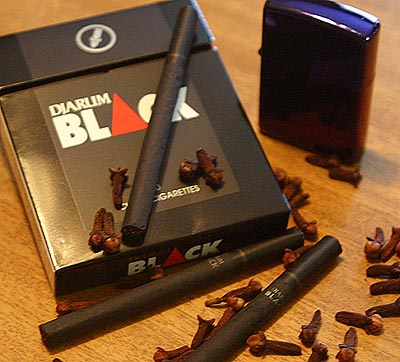
자럼

자럼(영어: Djarum) 담배는 인도네시아에서 생산되는 크레텍 담배로 정향이 첨가되어 독특한 맛과 향을 내는 것이 특징이다. 현재 리가 슈퍼 인도네시아의 스폰서가 자럼이다.

## 제품
2011년 현재 대한민국에서는 다음 제품들이 판매되고 있으며 주로 외국인이 많은 공단지역을 중심으로 판매되고 있다.
| 이름 :       | 규격       | 수량 | 출시 일자 | 판매 지역                       |
| ------------ | ---------- | ---- | --------- | ------------------------------- |
| Djarum Super | King(84mm) | 16   | 2010년    | 대한민국, 인도네시아 등지       |
| Djarum L.A   | King(84mm) | 16   | 2010년    | 대한민국, 인도네시아 등지       |
| Djarum Black | King(84mm) | 10   | 2010년    | 대한민국, 일본, 인도네시아 등지 |

## 같이 보기
- 담배
- 흡연